# Martin Lejsal
Martin Lejsal (Kyjov, 16 settembre 1982) è un ex calciatore ceco, di ruolo portiere.

## Carriera
Inizia la carriera in patria nel Tescoma Zlín, per poi passare all'inizio del 2002 alla Reggina in Italia, dove rimane per due anni come secondo portiere collezionando 4 presenze in Serie A, prima di essere ceduto in prestito nella seconda parte della stagione 2003-2004 allo Slovan Liberec.
Nella stagione 2004-2005 è secondo al Venezia, dove colleziona 10 presenze in serie B, ma viene coinvolto nel caso Genoa dell'estate seguente e squalificato per 6 mesi mentre è in forza al Torino. Dal 2006 milita nel Brno in patria, dove rimane fino all'estate del 2009, quando si trasferisce nel campionato olandese per giocare nell'Heerenveen. Dopo una sola stagione torna fra le file del Brno.